# Maler von Tarquinia RC 6847

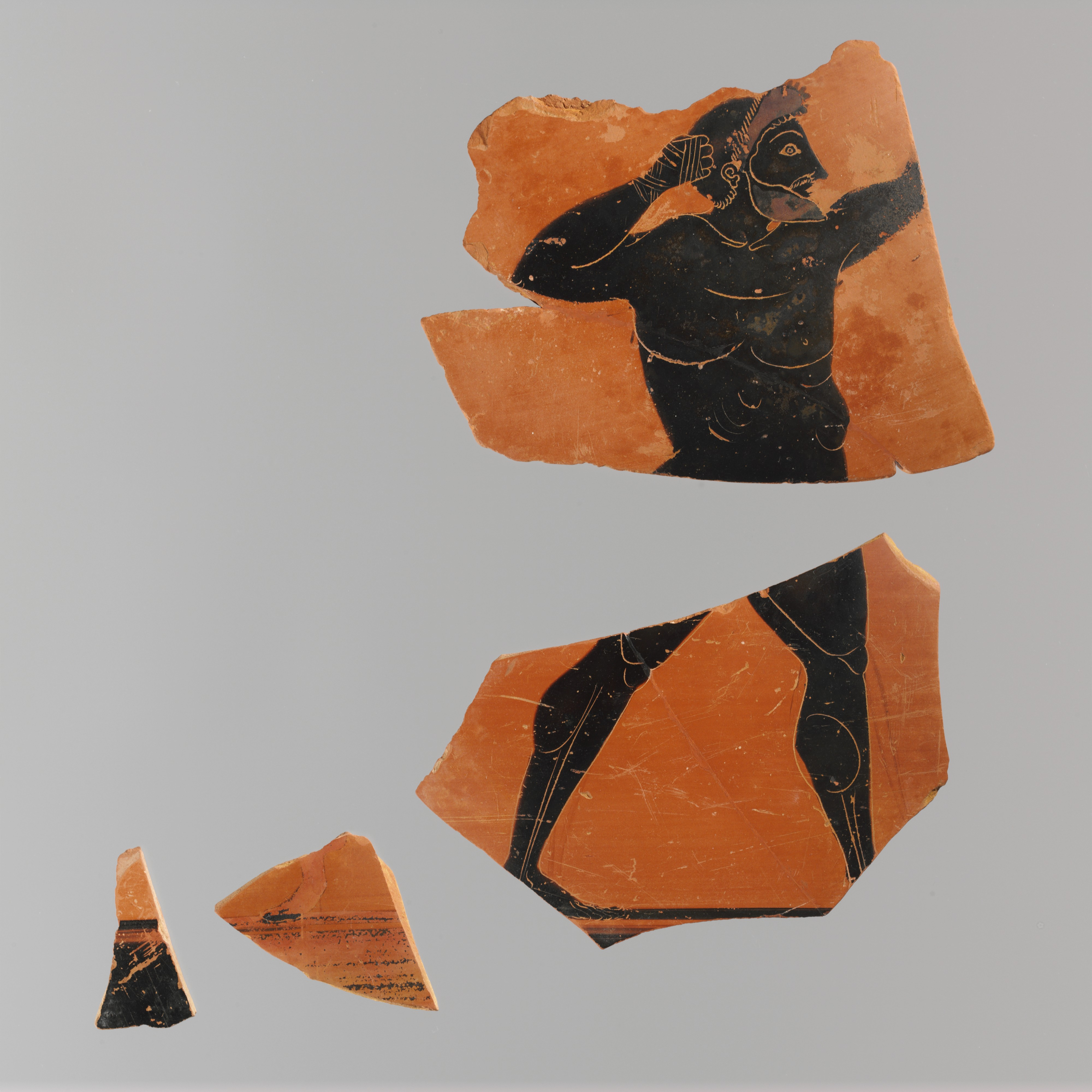
Fragmente mit der Darstellung eines Boxers, die wahrscheinlich dem Maler von Tarquinia RC 6847 zuzuweisen ist; Metropolitan Museum of Art (57.12.9a–d)

Der Maler von Tarquinia RC 6847 war ein attisch-schwarzfiguriger Vasenmaler in der Spätzeit des Stils. Die Werke des Malers werden um 520 bis 510 v. Chr. datiert.
Der Maler von Tarquinia RC 6847 steht stilistisch dem Rycroft-Maler sehr nahe. Seine Namenvase im Museo Archeologico Nazionale in Tarquinia zeigt den Kampf zwischen Apollon und Herakles um den delphischen Dreifuß. Das Motiv erinnert stark an eine Hydria des etwa zeitgleichen Madrid-Malers. Ähnlichkeiten mit den zur selben Zeit entstandenen Versuchen im rotfigurigen Stil, Anatomie und Bewegung von Menschen darzustellen, sind unverkennbar.